# Aloran
Aloran è una municipalità di quarta classe delle Filippine, situata nella Provincia di Misamis Occidental, nella Regione del Mindanao Settentrionale.
Aloran è formata da 38 baranggay:
- Balintonga
- Banisilon
- Burgos
- Calube
- Caputol
- Casusan
- Conat
- Culpan
- Dalisay
- Dullan
- Ibabao
- Labo
- Lawa-an
- Lobogon
- Lumbayao
- Macubon (Sina-ad)
- Mahon
- Makawa
- Manamong

- Matipaz
- Maular
- Mitazan
- Monterico
- Nabuna
- Ospital (Pob.)
- Palayan
- Pelong
- Roxas
- San Pedro
- Santa Ana
- Sinampongan
- Taguanao
- Tawi-tawi
- Toril
- Tubod (Juan Bacayo)
- Tuburan
- Tugaya
- Zamora